# دهستان لوگچینا
دهستان لوگچینا (به لاتین: Logchina Gewog) یک دهستان در کشور بوتان است که در ناحیهٔ چوخا واقع شده‌است. دهستان لوگچینا ۷۰٫۴ کیلومتر مربع مساحت و ۲٬۵۰۰ نفر جمعیت دارد.